# Cryptophagus fallax
Cryptophagus fallax är en skalbaggsart som beskrevs av Balfour-browne 1953. Cryptophagus fallax ingår i släktet Cryptophagus, och familjen fuktbaggar. Enligt den finländska rödlistan är arten nära hotad i Finland. Enligt den svenska rödlistan är arten nära hotad i Sverige. Arten förekommer i Götaland, Gotland, Öland, Svealand, Nedre Norrland och Övre Norrland. Artens livsmiljö är naturmoskogar.